# Radio Piekary
Radio Piekary – regionalna rozgłośnia radiowa. Na antenie dominuje muzyka pop i dance - zarówno polska, jak i ta zagraniczna. Przez wiele lat rozgłośnia znana była ze szczególnego skupiania uwagi na muzyce i kulturze śląskiej.

## Historia
Pierwszy Radioklub w Piekarach założono już w 1926 roku. Przez te wszystkie lata krótkofalowcy działali bardzo prężnie. Z inicjatywy działających w Radioklubie: Gintera Kupki, Janusza Dodolskiego i Stanisława Prokopa, w 1994 roku uruchomiono eksperymentalne radio, nadające program w zakresie fal ultrakrótkich. Dzięki poparciu Zarządu Miasta i Rady Miejskiej wystąpiono o przyznanie koncesji dla Radia Piekary. W wyniku starań formalno-prawnych i organizacyjnych natychmiast po otrzymaniu koncesji (16 października 1996), w dniu 17 października 1996 roku o godz. 15.15 radio rozpoczęło nadawanie regularnych programów.
W 2009 roku rozgłośnia została laureatem Nagrody im. Wojciecha Korfantego.
Na przestrzeni lat stacja zmieniła swój format. Zrezygnowano z nadawania w dziennej playliście śląskich utworów. W zamian postawiono na gatunki pop i dance. Od 2021 roku slogan radia to "Tak się bawi Śląsk".
W południe 22 lipca 2023 roku Radio Piekary jako pierwsza rozgłośnia radiowa w Polsce nadała audycje którą prowadziła i przygotowała AI Basia czyli prezenterka stworzona dzięki sztucznej inteligencji.

## Informacje
- Częstotliwość – 88,7 MHz
- Zasięg: Aglomeracja Śląska (Piekary Śląskie, Bytom, Chorzów, Katowice, Siemianowice, Tarnowskie Góry, Radzionków, Gliwice, Świętochłowice, Ruda Śląska, Mikołów, Sosnowiec, Jaworzno, Zabrze, Dąbrowa Górnicza i okolice)
- Siedziba - Piekary Śląskie, Miejski Dom Kultury, ul. Bytomska 73
- Redaktor naczelny: Szymon Musialik[1]

Według raportu Radio Track za okres marzec-sierpień 2024, Radio Piekary było siódme w rankingu najpopularniejszych stacji radiowych w aglomeracji górnośląskiej w grupie wiekowej 15-75 lat, z wynikiem 3,5% udziału w rynku.

## Audycje
Obecnie na antenie:
- Informacje Radia Piekary (co godzinę: poniedziałek-piątek, 6:00-18:00; sobota, 7:00-12:00)
- Maszyna ruszyła (poniedziałek-piątek, 6:00-10:00)
- Na pełnych obrotach (poniedziałek-piątek, 10:00-14:00)
- Popołudniowe espresso (poniedziałek-piątek, 14:00-18:00)
- Hello Party (poniedziałek-czwartek, 18:00-22:00; piątek, 18:00-00:00; sobota, 16:00-00:00; niedziela 16:00-22:00)
- Radio na weekend (sobota, 7:00-10:00)
- Same hity - lista Top 20 (sobota, 10:00-12:00)
- Sobota start (sobota, 12:00-16:00)
- Co słychać? (niedziela, 8:00-12:00)
- Insta Śląsk (niedziela, 12:00-16:00)
- Rozmowa Dnia (poniedziałek-piątek, 7:30)
- Informacje Sportowe (poniedziałek-piątek, po Informacjach o 8:00 i 16:00)[8]

Kiedyś na antenie:
- Wiadomości z kraju i ze świata
- Wiadomości lokalne i z regionu (Informacje na terenie Śląsku)
- Masz to jak w radiu (Wojciech Hamedinger)
- Kaj tam połednie
- Kawa(ł) z brodą
- Przedświt
- Przedszkolandia
- Lenizm
- Głowa do góry
- Koncert życzeń
- Intermania
- Wakacje z RP
- Hello Weekend
- AI Basia
- Moje okno na Śląsk
- Kwadrans z kulturą
- Piekarski budzik
- Lista dance top 20
- Mądra gadka o podatkach
- Disco Polo Graj
- Pozdrowienia
- Śląska Lista Przebojów
- Przeboje znad Renu
- Śląskie słówka
- Godomy godomy bo godać muszymy
- Koncert życzeń
- Wieści z Ratusza
- Wielki Pojedynek
- Kącik Filmowy
- Muzyczny podwieczorek
- Słuchowisko Pomsta/U Golaca Marian Makula
- Automagazyn
- Radiowo Szisbuda
- Ze śląskiej malowanej skrzyni
- Dobre, bo Śląskie
- Magazyn Reporterów Radia Piekary
- Radiowa Niedziela Sportowa
- Kalejdoskop Śląski
- Przegląd prasy
- Ogłoszenie bezpłatne i niepochodzące od nadawcy
- Wiadomości drogowe
- Prognoza pogody
- Śląska Płyta Tygodnia
- Wiadomości sportowe